# Dones a Corea del Sud
Les dones de Corea del Sud han experimentat millores significatives pels canvis socials en els darrers anys, en comparació amb els temps anteriors, quan el confucianisme estava profundament impregnat en la cultura.
En la societat actual, l'economia de Corea del Sud ha millorat enormement a causa de la urbanització, la industrialització, l'autoritarisme militar, la reforma democràtica i la liberalització social des de finals de la dècada del 1960. Per tant, els rols de gènere i les identitats de gènere finalment s'han modificat com a conseqüència de la canviant modernitat.
Més de la meitat de les dones coreanes treballen i, a més, més del 25% de les dones casades treballen com a treballadores a temps complet.
En la política, tot i que no hi ha tantes dones polítiques com homes, les dones polítiques han començat recentment a participar més activament que en el passat. Per exemple, a l'Assemblea Nacional, les dones ocupen 20 dels 299 escons.
L'estatus de les dones varia segons la seva classe social i independència financera. A les àrees metropolitanes, les dones tenen més accés a l'educació, la qual cosa significa que estan menys confinades a la llar com a mestresses de casa. La majoria de les dones amb treball en àrees urbanes treballen en indústries terciaries, com el sector serveis. Per tant, com a dones treballadores, tenen més poder en la presa de decisions dins de les seves llars i són més independents econòmicament. D'altra banda, a les zones rurals, la majoria de les dones treballen en una indústria primària, com el sector agrícola, i de fet, no tenen varietat d'oportunitats educatives i laborals. L'estatus de les dones s'ha elevat fins al punt on es pot veure igual que la situació social dels homes en termes d'educació, salut i drets legals. No obstant això, encara hi ha molts prejudicis polítics i econòmics contra les dones.
A més, les dones sud-coreanes encara s'enfronten constantment als estereotips de gènere degut als rols de gènere rígids. Aquests estereotips inclouen que les dones que es quedin a casa com a mestresses de la llar, quedant subordinades als homes, amb menys poder i veu en la participació i en els moviments econòmics i polítics, i molts més.
Les dones de Corea del Sud no estan restringides a vestir-se d'una manera determinada, i segueixen un estil de vestir occidental.

## Història
En la societat tradicional coreana, es va ensenyar a les dones que fossin subordinades a l'home, i que no tinguessin una educació avançada formal o tinguessin poca educació. Els seus rols es limitaven a confinar-se a la llar com a mestresses de casa i ser bones mares. Les seves funcions havien de mantenir l'harmonia dins de la llar, evitant conflictes innecessaris. A més, una dona casada havia de viure a la casa del seu marit i tenir cura de la família sencera del seu marit. S'esperava que les dones produïssin fills i se les culpaven si tenien filles en lloc de fills a causa d'una idea de preferir un fill a una filla. Les dones no tenien veu ni participen en la societat, ja que els homes ho feien per elles, i s'esperava d'elles que donessin suport als seus marits.
La millora de la condició de les dones va aparèixer per primera vegada durant finals del segle xix i principis del segle xx. Un gran nombre de missioners cristians occidentals van arribar a Corea del Sud per instituir les escoles modernes. Entre aquestes escoles modernes, algunes d'elles van establir les escoles amb un objectiu d'educar les dones en diferents camps, incloent literatura, arts, treballs religiosos i molts més. De fet, davant els ensenyaments dels missioners cristians occidentals, la majoria de les dones no tenien accés a l'educació. Com a resultat, les dones van poder participar en el moviment polític perquè les dones que van assol·lir l'educació també es dedicaven a ensenyar a altres dones.
Durant l'època sota l'administració colonial del Japó Imperial (1910-1945), les dones coreanes (gairebé fins a 200.000) van ser enviades a treballar com a dones de confort als bordells militars del Japó. Fins al final de la Segona Guerra Mundial, Corea va estar sota ocupació japonesa. Les dones van participar en el moviment independentista contra l'ocupació japonesa durant l'ocupació japonesa de Corea, per tant, el paper de les dones va canviat lleugerament amb l'educació i la participació en moviments polítics.

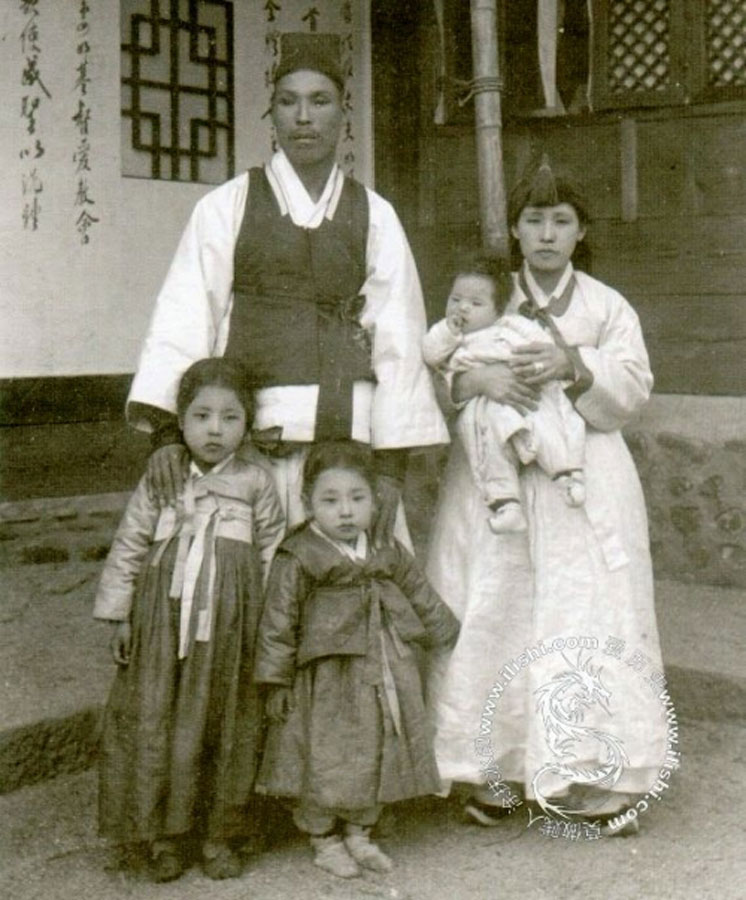
Família tradicional coreana del segle xix
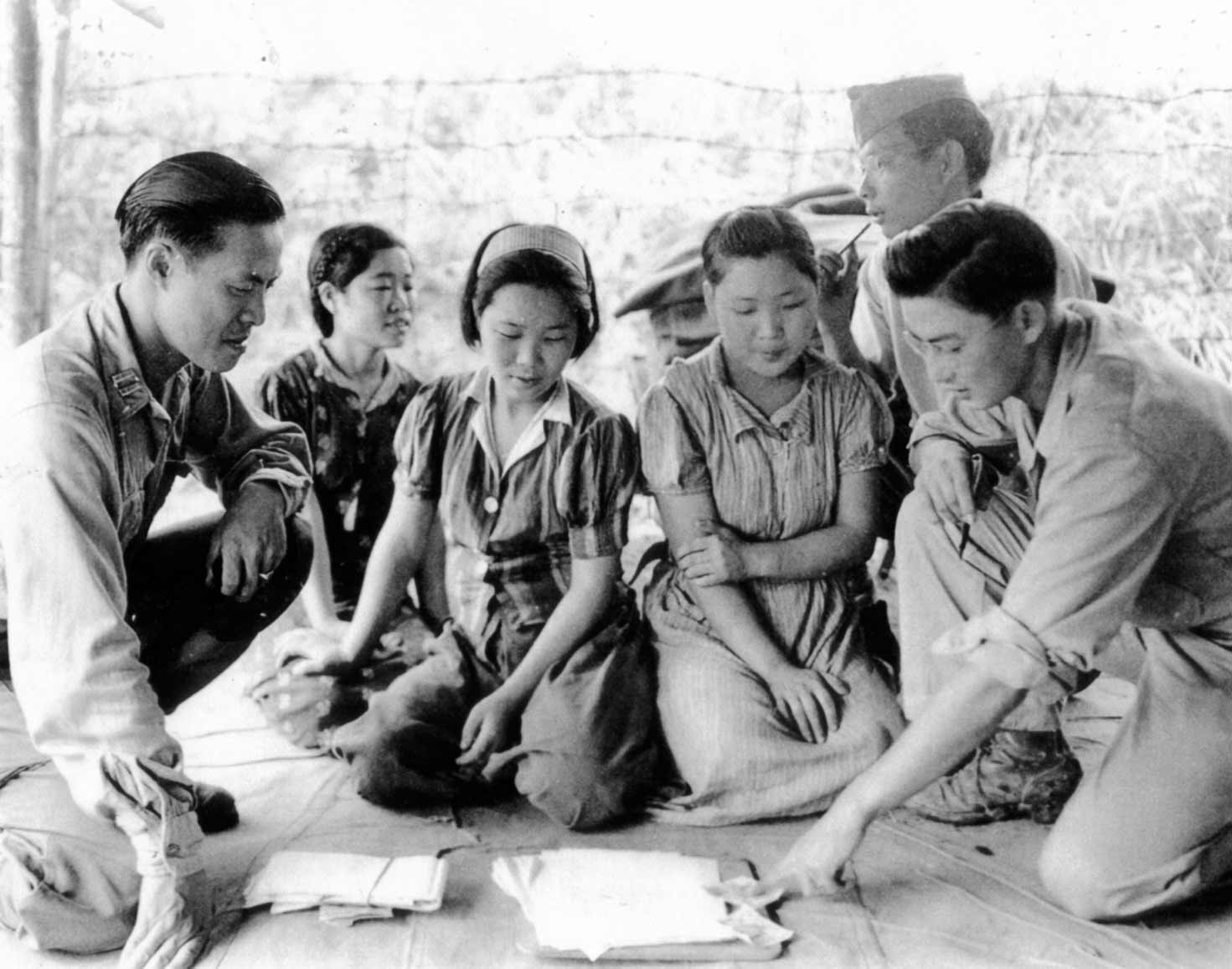
Dones de confort coreanes interrogades per l'exèrcit dels Estats Units (14 d'agost de 1944)

Després de ser independent del Japó, la República de Corea es va establir com a democràcia liberal. Les dones que desitjaven l'educació, el treball fora de la llar i la vida pública van obtenir els drets constitucionals per a la igualtat d'oportunitats. Per exemple, es van fundar diverses escoles per a l'educació de les dones. Les dones educades d'aquestes escoles van començar a participar en les arts, ensenyaments, activitats econòmiques i van informar a altres dones sobre la igualtat de gènere.
El percentatge de dones va augmentar constantment en camps professionals que ha suposat contribucions significatives a la societat, especialment en termes de creixement del PIB. Com que van tenir un paper més gran en les activitats econòmiques, el nivell educatiu de les dones també va augmentar, proporcionant oportunitats addicionals per a la professionalització. Avui, les dones coreanes reben nivells elevats d'educació i participen activament en una àmplia varietat de camps, inclosos l'educació, la medicina, l'enginyeria, les arts, la llei, la literatura i els esports.
Es preveu que la participació de les dones en la cultura social i econòmica continuï creixent i diversifiqui després de l'elecció de la primera dona Presidenta de Corea del Sud, Park Geun-hye. Això es deu parcialment a la promesa de Park Geun-hye de promoure una «revolució de les dones» i donar suport a la cura de la infància, augmentar les oportunitats de promoció i igualtat salarial. A més, Park Geun-hye també va prometre fer altres avenços per a les dones, que inclouen augmentar la representació de les dones, facilitar l'ocupació de les dones i donar suport a les dones treballadores, augmentar les oportunitats educatives per a que les dones siguin competitives en el mercat laboral, i per proporcionar polítiques de benestar social per a les dones per a promoure la implicació de les dones en diverses activitats socials. No obstant això, no totes aquestes polítiques s'han manifestat.

## Els drets legals de les dones sud-coreanes
Avui en dia, les dones de Corea del Sud tenen garantits tots els drets legals que tenen els homes. El 1948, les dones van guanyar els seus drets legals per a votar, conduir, i tenir propietats i actius propis i poder-los heretar; per exemple, les dones coreanes tenen accés a tots els serveis mèdics i sanitaris. Tots els ciutadans coreans tenen garantida l'assegurança de salut nacional segons la Llei Nacional d'Assegurances de Salut.
Corea del Sud ha treballat en la seva manera d'implementar la igualtat de gènere revisant i canviant els continguts discriminatius en les seves lleis existents des de la dècada del 1980. De fet, la Constitució de Corea del Sud ha assolit el seu objectiu de garantir una legislació sobre igualtat de gènere en un curt període. La implementació de les lleis per a prohibir les desigualtats de gènere i els prejudicis han fet augmentar el nombre de dones en la força de treball.
No obstant això, l'estatus de les dones a Corea del Sud il·lustra el fet que Corea encara li manca molt per millorar la igualtat de gènere. Per tant, la legislació i les normes públiques tenen rols crítics i significatius per a influir en les ciutats coreanes per a elevar substancialment l'estructura social.
Corea del Sud va il·legalitzar la violació conjugal el 2013.

## L'educació
En la societat tradicional de Corea, les dones no podien tenir accés a l'educació formal i la taxa d'alfabetització era baixa. La transició va arribar durant finals del segle xix i principis del segle xx, quan els missioners cristians occidentals van arribar a Corea del Sud establint escoles modernes per a les noies.
El 1886, els missioners metodistes van fundar una escola primària. El 1945, aquesta escola primària va guanyar la seva condició de universitat, que ara es coneix com a Universitat de Dones Ewha. Aquesta universitat encara es considera com la universitat de dones més prestigiosa de Corea del Sud. A la dècada del 1890, es van establir a Seül (la capital de Corea del Sud) les escoles per a noies de Chongsin i de Paehwa. El 1987, a Corea del Sud, hi havia al voltant de deu institucions d'educació superior per a dones. De fet, la matrículació de dones per a l'educació superior era del 28%. El 1987 hi havia al voltant de 262.500 noies estudiants d'educació superior. Tot i que més dones tenien més accés a l'educació superior en comparació amb el passat, només hi havia un 16% de professores a les escoles superiors i universitats el 1987.
El creixent nombre de dones que han rebut una educació universitària ha suposat que el seu paper sexual difereixi de la de les seves mares i àvies. Moltes dones educades a la universitat planifiquen carreres professionals independents i desafien el dret dels pares a triar el seu marit.
Les freqüents batalles ferotges entre estudiants universitaris i policials a finals de la dècada del 1980 van incloure dones. Un corresponsal de la Far Eastern Economic Review va citar un líder estudiant que va dir que «les noies són grans manifestants, ja que són molt dures i molt difícil d'agafar».
Malgrat que les dones de la Universitat de Corea de Corea de Sud políticament van seguir les seves contraparts japoneses (com ho van demostrar que durant les dècades del 1960 i 1970), es van mantenir en un mon de criança dels fills i de consumisme. Però el nombre de dones casades amb un treball fora de la llar va augmentar aproximadament un 12,6% anual a partir de 1977. El 1983, van ser contractades més dones en zones rurals (51,8%) que a les zones urbanes (37,9%). La majoria de les dones que treballen a les zones rurals tenen més de 30 anys, ja que les dones joves (i els homes) tendeixen a traslladar-se i buscar feina a les ciutats i a les àrees industrials. Les estadístiques oficials de Corea del Sud van indicar que el 43,6% de les dones es trobaven en la força de treball el 1988. No obstant això, les perspectives de les dones de classe baixa sovint eren molt poques. En alguns casos, es van veure obligades a formar part de la «indústria de l'entreteniment» per a sobreviure econòmicament. Segons una estimació, bordells, bars, salons de massatges, discoteques, i el que es coneix com barberies «estil deTaiwan» (és a dir, les que sovint utilitzen un nombre de massatgistes superior al de barbers) van emprar fins a 1 milió de dones, encara que no totes eren prostitutes. Aquest inframón d'abús i explotació ha començat a ser criticat i exposat per les dones activistes.
En la societat sud-coreana actual, la Constitució garanteix l'accés igualitari a l'educació per a les dones i també elimina qualsevol discriminació en matèria de recepció de l'educació basada en el gènere. El 1970, la taxa d'alfabetització era del 87,6%. A més, segons les estimacions de 2002, la taxa d'alfabetització va augmentar fins al 97,9%; el 96,6% de les dones i el 99,2% dels homes no són analfabets. Segons les estimacions del 2008, hi ha aproximadament una taxa d'inscripció del 99% de l'escola primària i de l'escola mitjana. La taxa d'inscripció per a l'escola secundària es troba aproximadament al 96,6%. Això significa que gairebé el 99% de les actuals sud-coreanes tenen com a mínim l'educació primària i secundària.

## La vida familiar

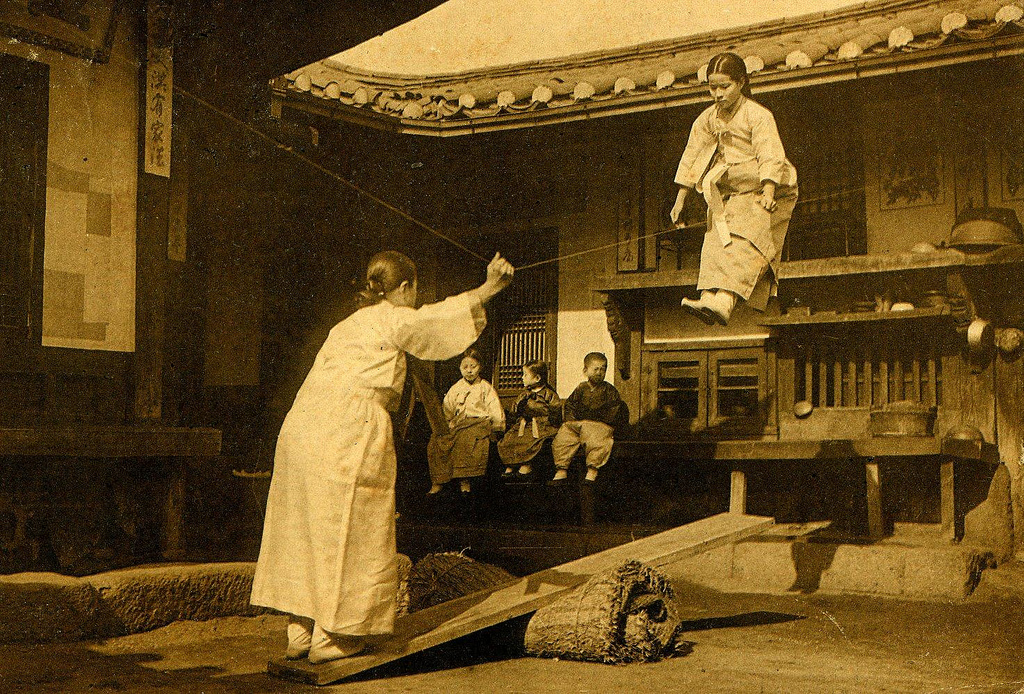
Dones jugant al neoltwigi, 1905

Durant la dinastia Goryeo (918-1392) i principis de la dinastia Joseon (1392-1897), era habitual que les parelles casades visquessin a la llar del marit. Aquesta disposició suggereix que l'estatus de les dones va ser més gran que durant el període posterior de la dinastia Joseon. L'ortodòxia neoconfuciana va dictar que la dona, separada dels seus pares, tenia un deure primari de proporcionar un nen hereu a la família del seu marit. Segons aquest costum, un cop casada, una dona havia de deixar la llar dels seus pares i convertir-se en una part de la llar del seu marit. La relació entre esposa i marit era sovint (o sempre) distant, i va descrita correctament pel proverbi coreà: «De dia, veure'l com un desconegut; de nit, veure'l com un amant».
La llei de la dinastia Joseon va prohibir les segones núpcies a les vídues, encara que una prohibició similar no es va estendre a tots els vidus. A més, els fills i els nets de les vídues que van desafiar la prohibició, com els fills de les esposes secundàries, no se'ls va permetre presentar-se als exàmens per a treballar en la funció pública i esdevenir oficials-acadèmics.
El deure d'una dona al seu marit, o més aviat a la família del seu marit, era absoluta i inqüestionable. En la societat tradicional coreana, només els homes podien obtenir el divorci. Un marit podia divorciar-se de la seva cònjuge si es demostrava la seva impossibilitat de tenir fills. La incompatibilitat d'una esposa amb els seus sogres va ser una altra raó per divorciar-se.
En la societat contemporània, tant els homes com les dones tenen dret a obtenir un divorci. Però la discriminació social i econòmica fa que les dones que demanin el divorci siguin molt poques. El marit encara pot exigir la custòdia dels nens, malgrat que una revisió de la Llei de la família el 1977 li va fer més difícil per a obligar o enganyar a la seva dona a acceptar un acord injust. La taxa de divorci a Corea del Sud va augmentar ràpidament; el 1975 el nombre de divorcis va ser de 17.000, a mitjans de la dècada del 1980 el nombre anual de divorcis va ser d'entre 23.000 i 26.000, i el 1987 hi va haver 45.000 divorcis.
La tradició de la submissió total de les dones va persistir en els pobles coreans fins a temps relativament recents. Un erudit coreà que va venir de la regió conservadora Chungcheong va recordar que quan un amic de l'escola secundària va morir per una malaltia durant la dècada del 1940, la seva jove núvia es va suïcidar. El seu acte es va commemorar per la seva pròpia comunitat i les circumdants com un excel·lent exemple de devoció al deure.
Tradicionalment, els homes i les dones estaven estrictament segregats, tant dins com fora de casa. Les dones yangban van passar la major part de les seves vides en reclusió a la part de la casa designada a les dones (anchae). Es diu que el passatemps tradicional del neolttwigi, un joc de saltar amunt i cap avall sobre un tauló semblant a una palanca, es va originar entre les dones avorrides que volien mirar a les parets altes dels murs per a veure què era el món exterior.
La necessitat econòmica va donar a les dones les classes inferiors una mica de llibertat, ja que participaven en el treball agrícola i, de vegades, guanyaven ingressos complementaris a través de la fabricació i venda de coses.
A partir de febrer de 2015, l'adulteri va deixar de ser un delicte a Corea del Sud.

## La vida professional
Segons «2013 Glass-ceiling index» de The Economist, de cinc indicadors d'accessibilitat de les dones a un treball, Corea del Sud se situava entre els països amb els indicadors més baixos de tots els països de l'OCDE.
Pero històricament, una petita minoria de dones va tenir un paper actiu en la societat, i fins i tot van exercir la influència política. Aquestes persones van incloure les dones xamanes (mudang), que van ser cridades per a guarir malalties, per a veure el futur, o per reclamar l'ajuda d'esperits per a la realització dels desitjos dels seus clients. Malgrat el seu patrocini del neoconfucianisme, la dinastia Joseon tenia una oficina de xamanisme, i sovint les xamanes eren bastant influents en el palau reial. El culte als avantpassats es va practicar rarament, mentre que els ritus dels xamans centrats en dones eren molt freqüents.
Les metgesses que van tractar dones pacients (perquè els metges masculins se'ls van prohibir examinar-les) van constituir un altre important grup de dones.
De vegades, les dones van actuar com a espies o dones policía perquè podien accedir a les cambres de les dones d'una casa.
Un altre grup de dones era les kisaeng. Algunes kisaeng (o cortesanes), eren merament prostitutes; però altres, eren músiques amb talent, ballarines, pintores i poetes que van interactuar amb els seus clients. La perpetuada tradició kisaeng és un dels llegats més dubtosos del passat de la dinastia Joseon: un doble estàndard en relació amb el comportament sexual dels homes casats amb les dones que encara persisteix. Però a les ciutats, moltes dones de classe mitjana han començat a trencar amb aquestes tradicions.

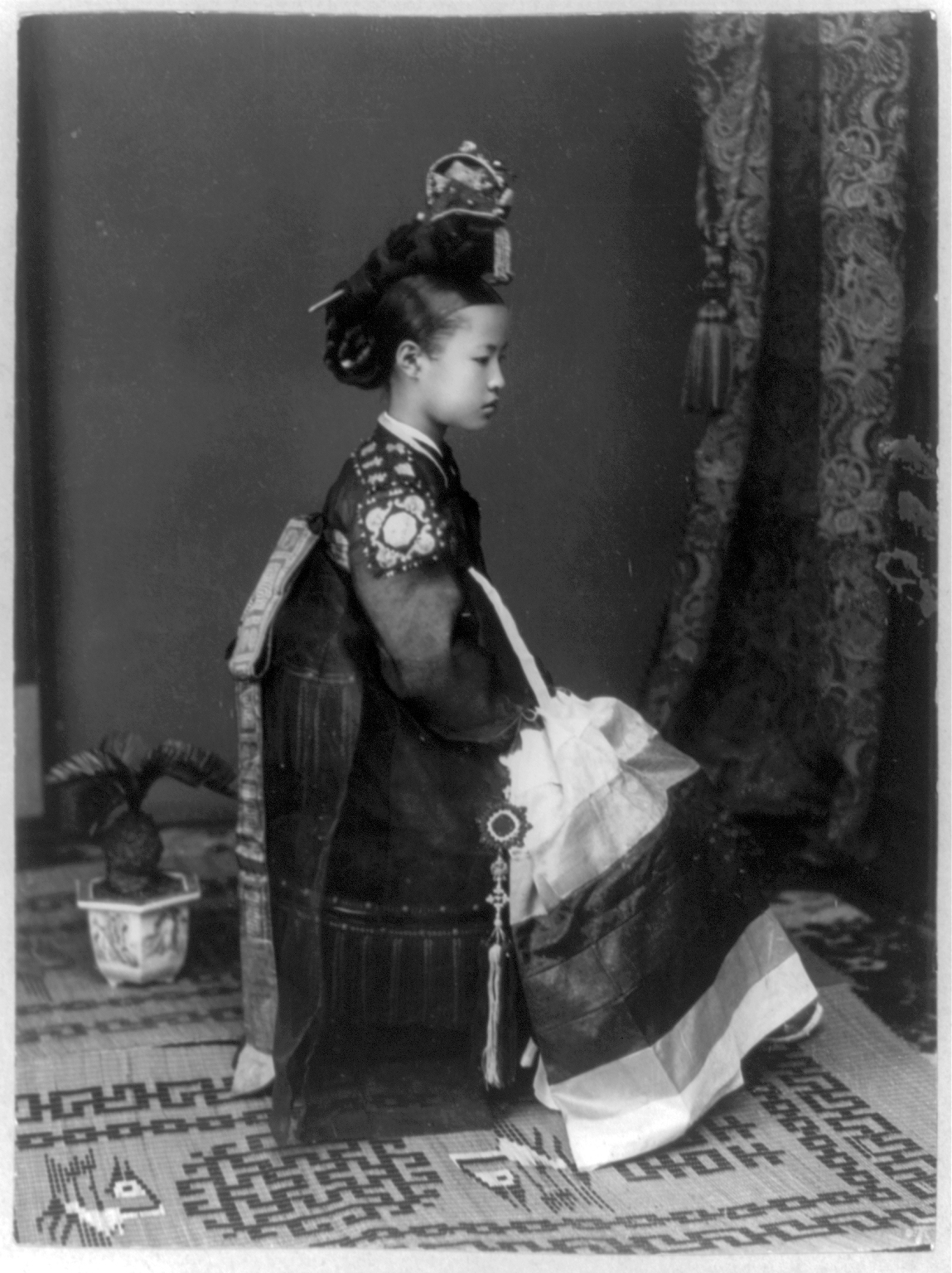
Dona kisaeng, c. 1910
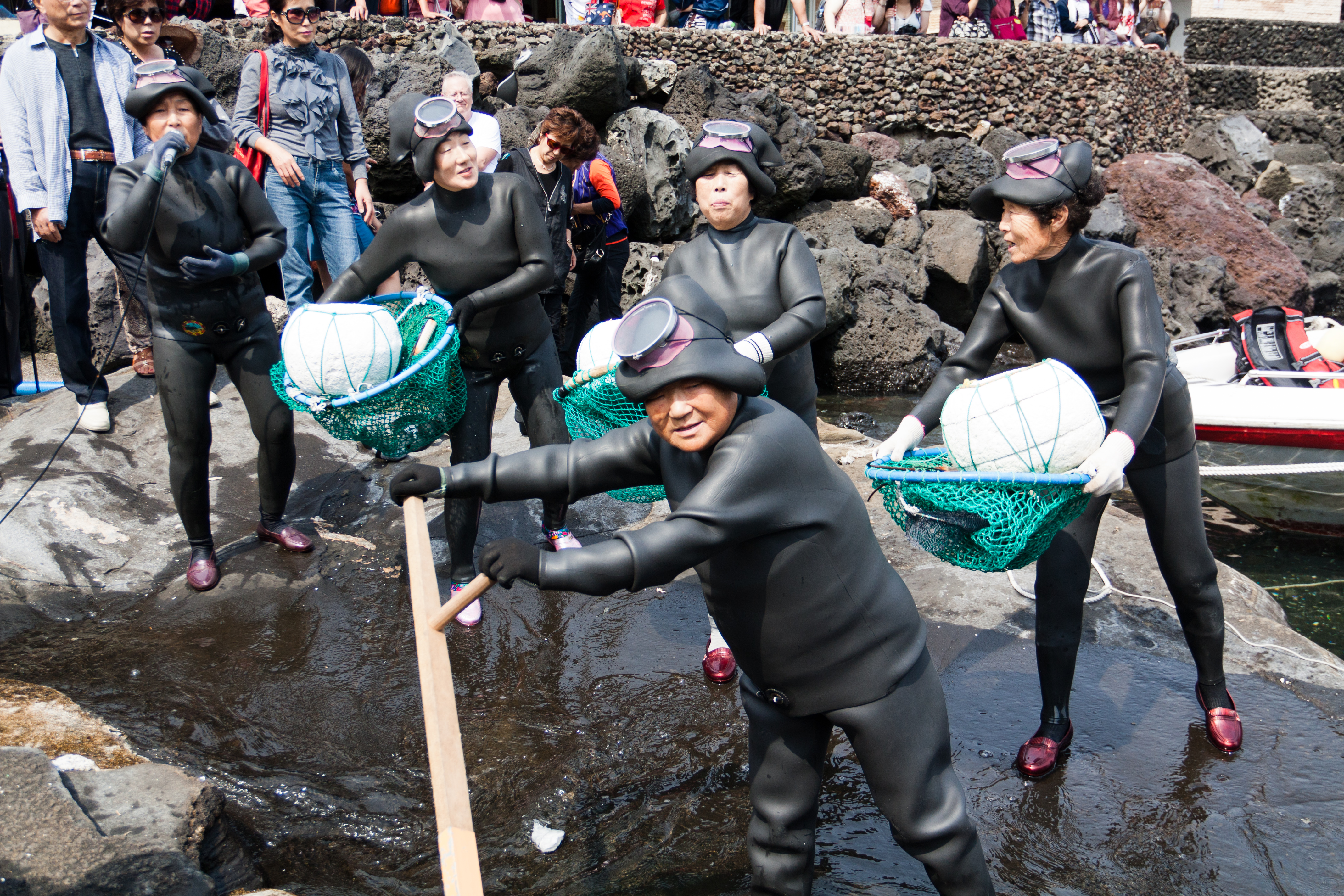
Dones haenyeo de l'illa de Jeju, 2012

Una interessant variació regional sobre els rols tradicionals femenins va continuar a finals de la dècada del 1980. Als pobles costaners de l'illa de Jeju, les haenyeo (dones del mar) recerquen algues, ostres i altres productes marins i són econòmicament autosuficients. Sovint proporcionen el principal suport econòmic per a la família, mentre que el marit s'ocupa dels nens i de fer les tasques domèstiques, en contrast amb la norma confuciana. No obstant això, el nombre de dones bussejadores va disminuint, i els homes cada vegada més sovint treballen en les indústries de serveis.
Les fàbriques de Corea del Sud fan servir centenars de milers de dones joves línies de muntatge i en llocs de venta, entre altres coses, de tèxtils i roba, sabates i components electrònics. L'èxit econòmic de Corea del Sud es va comprar en gran manera amb la suor d'aquests dones treballadores, generalment amb excés de feina i mal pagades. A les oficines dels bancs i altres empreses de serveis, les dones joves que treballen com a empleades i secretàries són indispensables. Però a diferència de les donesa l'illa de Jeju, la majoria d'aquestes dones només treballen fins quan es casen.
Hi ha hagut un augment tangible del nombre de dones que s'incorporen a la força de treball. El 2014 es va estimar que el 57% de la força de treball sud-coreana eren dones, mentre que el 1995 eren el 47,6% L'augment estadístic del nombre de dones ocupades no ha afectar la igualtat del salari, ja que la bretxa salarial de gènere informat el 2013 era del 36,3%, el pitjor de totes les nacions de l'OCDE presents en la data.
Tot i que l'augment del nombre de dones treballen fora de casa, la concepció dominant, (especialment per a la classe mitjana educada a la universitat), és que el marit és la «persona de fora», el que aporta la principal font d'ingressos econòmics; la dona és la «persona de dins», la que té la responsabilitat principal del manteniment de la llar. Tot i que es considera una norma social que les dones puguin contribuir a les finances de la llar, la major part d'aquesta responsabilitat recau sobre els homes.
Les dones tendeixen a deixar la força de treball quan es casen. Moltes dones gestionen les finances familiars, i un gran nombre s'uneixen a les associacions de crèdit privats informals de crèdit a curt termini que les donen accés als fons que no poden obtenir d'un banc convencional.
Probablement, la responsabilitat més important de les dones casades és la gestió de la criança i educació dels seus fills. La meitat de les dones que deixen voluntàriament els seus treballs de carrera mitjana o de nivell superior ho fan a causa dels compromisos familiars, i les dones que estudien solen invertir més temps i capital per a criar els seus fills que en els seus estudis. Però a causa de la dismununció de la població de Corea, hi ha hagut un esforç conscient per fer front a aquestes qüestions per part del govern sud-coreà, ja que el govern dona préstecs o subvencions a les empreses per a construir llars d'infants dins de les instal·lacions, i més de la meitat de totes les empreses ja les tenen. També es paguen subvencions a les empreses que ofereixin llars d'infants gratuites més de 30 dies a l'any, permetin a les dones treballar en jornada reduida, i tornar a contractar les dones que tornin de la baixa per maternitat. Malgrat aquests esforços, el nombre de dones que utilitzen regularment aquests sistemes de suport componen una minoria de les dones que es troben en aquesta posició. Un factor important que influeix en aquestes decisions és la disminució de la taxa de natalitat a Corea, que és de 1,19 per família, que fa augmentar l'èmfasi en la qualitat de l'educació i la cura de l'unic o dos fills.
El sostre de vidre per a dones ha estat provat en temps contemporanis. El 2012, Samsung va promoure a tres dones en càrrecs executius, que era inusual per a una empresa de la seva mida. Samsung també ha afirmat que té com a objectiu tenir almenys el 10% de dones en els seus càrrecs executius.
El 2013, Kwon Seon-joo es va convertir en la primera directora general d'un banc, com a directora general del Banc Industrial de Corea, de propietat estatal.

## La prostitució
La prostitució a Corea del Sud és il·legal, però segons una estimació, bordells, bars, salons de massatges, discoteques i el que es coneix com a barberies «estil de Taiwan» (és a dir, aquelles que utilitzen sovint més dones massatgistes que barbers) empren fins a 1 milió de dones, encara que no totes eren prostitutes. Aquest inframón d'abús i explotació ha començat a ser criticat i exposat per dones activistes.
Les dones i les nenes de Corea del Sud són víctimes de tràfic sexual. Són violades, i físicament i psicològicament danyades en bordells, empreses, cases, hotels i altres llocs de tot el país.
El 2003, després de recuperar-se d'una crisi financera, la taxa d'atur per a les dones va ser del 12% en el grup d'edat 15-29 anys. El 2006, les dones en el grup d'edat de 20-29 anys van constituir el 40% de la població total desocupada, que són al voltant de 340.000 dones. Els alts nivells d'atur per a les dones han contribuït al creixement del comerç sexual coreà. Hi ha una estimació que entre 500.000 i 1.000.000 dones participen en el comerç sexual, que són aproximadament 1 de cada 25 dones. El comerç sexual de proximitat ha donat a llum a les «Senyores Bacchus», dones ancianes que es prostitueixen i fan altres favors mentre venen la beguda energètica sud-coreana Bacchus-F, de la qual van rebre el seu nom.

## La violació
La llei de Corea del Sud va ser la primera en reconèixer a les dones com a violadores al juny de 2013; el 2015, la primera dona va ser acusada de violació a Corea del Sud. La dona, només identificada amb el seu cognom Jeon, també va ser la primera dona que va ser arrestada per abusar sexualment d'un home.
A més, Corea del Sud va prohibir la violació conjugal el 2013.

## L'assetjament contra les dones

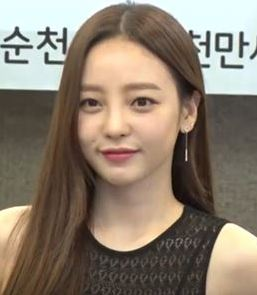
La cantant i actriu sud-coreana Goo Hara va ser víctima de molka el 2018

Actualment, hi ha una crisi contínua predominantment contra les dones a Corea del Sud: les càmeres espia (molka). A mesura que avança la tecnologia, les càmeres s'han fet més petites. Aquestes petites «càmeres espia» s'han col·locat en qualsevol lloc, des de banys públics i motels fins a eixugacabells i aparells de televisió. Els delinqüents solen utilitzar aquests vídeos o imatges per publicar-les en línia a canvi de diners. S'ha sabut que de vegades acaben sent publicats en línia en directe. Tot i que moltes víctimes són triades de manera indiscriminada, algunes són triades específicament per la seva fama o riquesa, com ara les estrelles del K-pop, les actrius, les funcionàries del govern o les figures populars de mitjans socials.
Les realitats associades a aquesta ferotge invasió de la privadesa i el menyspreu dels drets humans tenen molts impactes sobre les seves víctimes. La por del pensament que algú la pot estar veient sempre que pugui és aterridor. Això ha afectat de manera mental i física a algunes dones, que les ha provocat estrès, alcoholisme, i en alguns casos les víctimes fins i tot s'han suïcidat.
Abans que l'Assemblea Nacional ampliès les lleis per a això, els delinqüents només eren empresonats fins a 18 mesos per a aquest delicte. Ara s'ha ampliat fins 3 anys; això inclou qualsevol que tingui el material en possessió en lloc de només l'autor. El juny de 2018, el president Moon Jae-in va ampliar la pena a 10 milions de won (7.500 euros) o cinc anys de presó.
Durant el 2017 es va informar més de 6.400 casos de filmació il·legal, mentre que el 2012 aquest nombre va ser només de 2.400. Tot i que hi ha hagut més de 26.000 casos informats del 2012 al 2016. Amb un personal de govern mínim disponible per a inspeccionar els banys públics i publicacions, és molt difícil per a les agències governamentals trobar qualsevol d'aquestes càmeres ocultes, ja que normalment només es col·loca en un lloc durant un curt període.
El 2018 es va produir un moviment #metoo que va arrasar el país, conscienciant sobre problemes com la violació, assetjament sexual i desigualtats de gènere. Moltes protestes han sorgit d'aquest moviment i a la plaça Gwangwhamun, gairebé 200 dones van parlar de les seves experiències sexuals d'assetjament per un total de 2018 minuts.
Mentre que el moviment de Corea del Sud es troba entre els més vigorosos i estesos del món, molts creuen que hi ha hagut pocs canvis pràctics a les estructures legals i que encara hi ha un llarg camí per a recórrer. Recentment, una petició per a augmentar els càstigs sobre els delictes sexuals ha guanyat prop de 250.000 signatures, mentre que el govern només en requereix 200.000 per a actuar.

## Dones sud-coreanes destacades

### Activistes
- Jasmine Bacurnay Lee
- Jeon Soon-ok
- Kang Duk-kyung
- Kim Bok-dong
- Kim Soon-duk
- Kwon In-sook
- Lee Hee-ho
- Lee Hyo-jae
- Lee Hyori
- Yoon Mee-hyang

### Actrius
- Choi Soo-in
- Chu Ye-jin
- Go Ah-sung
- Ha Seung-ri
- Hahm Eun-jung
- Han Bo-bae
- Han Seung-yeon
- Heo Jung-eun
- Heo Yool
- Hong Eun-hee
- Hong Hwa-ri
- Jang Seo-hee
- Jeon Min-seo
- Jeon Soo-jin
- Jeon Soo-kyeong
- Jeon Yeo-been
- Jeon Ye-seo
- Jeong Da-bin
- Jeong Ha-dam
- Ji Joo-yeon
- Ji Woo
- Ji Yi-soo
- Jin Hee-kyung
- Jin Ji-hee
- Jin Ki-joo
- Jin Kyung
- Jin Se-yeon
- Jo An
- Jo Bo-ah
- Jo Jung-eun
- Jo Soo-min
- Joo Da-young
- Shim Eun-ha
- Shim Eun-jin
- Shim Eun-kyung
- Shim Eun-woo
- Shim Hye-jin
- Shim Yi-young
- Yeojin Jeon

### Artistes
- Bae Doona
- Bang Hai Ja
- Choi Kyung-ah
- Chunghi Choo
- Ina Jang
- Jiha Moon
- Jun Ahn
- Jung Hee Choi
- Jungjin Lee
- Kang Myung-sun
- Kyung-hee Hong
- Lee Bul
- Lee Hyeon-sook
- Lee Young-you
- Mari Kim
- Mimi Jung
- Mina Cheon
- Minouk Lim
- Miru Kim
- Moon Kyungwon
- Ran Hwang
- Soi Park
- Suki Seokyeong Kang
- Young-ja Cho
- Yun-Kyung Jeong

### Ballarines
- EunWon Lee
- Hee Seo
- Ji-young Kim
- Kang Sue-jin
- Kim Hye-min
- Kim Joo-won
- Lee Ho-jung
- Rebeka Kim
- Yang Tae-hwa
- Young Soon Hue
- Yuhui Choe
- Yura Min

### Cantants
- Chae Jung-an
- Chae Ri-na
- Chae Yeon
- Cho Min-hye
- Cho Mi-yeon
- Cho Seung-hee
- Choi Jung-in
- Choi Jung-moon
- Choi Soo-eun
- Choi Soo-young
- Choi Ye-na
- Hera Hyesang Park
- Hong Hei-kyung
- Shin Youngok
- Sumi Hwang
- Sumi Jo
- Sunhae Im
- Vittoria Yeo
- Whang Bo-ryung
- Yang Hee-eun

### Científiques
- Eun-Ah Kim
- Eun-Suk Seo
- Hong Kum Lee
- In-Young Ahn
- Ji Hee Kim
- Jung-Min Lee
- Kwang Hwa Chung
- Park Sukyung
- So-Jung Park
- Sookyung Choi
- Yejin Choi
- Yu Myeong-Hee

### Directores de cinema
- Bang Eun-jin
- Boo Ji-young
- Byun Young-joo
- Cho Sung-hyung
- Gina Kim
- Go Min-si
- Jeong Jae-eun
- July Jung
- Kim Soo-hee
- Koo Hye-sun
- Lee Jeong-hyang
- Lee Kyoung-mi
- Moon So-ri
- Park Chan-ok

### Esportistes
- Aree Song
- Cho Sun-young
- Choi Eun-suk
- Gu Sung-eun
- Gwak Mi-hee
- Ham Chan-mi
- Han Da-kyung
- Han Na-kyeong
- Han Song-hee
- Han Yeong-hui
- Hee-kyung Seo
- Hong Ji-hui
- Hong Yeong-mi
- Jennifer Song
- Jenny Shin
- Jiyai Shin
- Kim Eun-ha
- Kim Il-soon
- Kim Kyung-wook
- Kim Mi-ok
- Kim Na-ri
- Kim Ran-sook
- Kim Soo-nyung
- Kim Soo-ok
- Kim Yun-hee
- Min A-yeong
- Naree Song
- Park Kyung-ah
- Park Sung-ja
- Park Yu-jin
- Pearl Sinn
- Seo Ha-na
- Seong Eun-jeong
- Sim Jae-yeong
- Son Hyeon-mi
- Song Bo-bae
- Ye Gue-rin
- Yeo Seo-jeong
- Yu Hui-jun
- Yu Myeong-ja
- Yun Na-rae

### Models
- Bae Woo-hee
- Bae Yoon-kyung
- Byun Jung-soo
- Chae Jung-an
- Chae Shi-ra
- Cho Soo-hyang
- Cho Yeo-jeong
- Choi Han-bit
- Choi Hyo-eun
- Choi Jin-sil
- Choi Ji-woo
- Choi Su-rin
- Choi Yeo-jin
- Chong So-ra
- Jenny Cho
- Kelly Choi
- Sora Choi
- Vivian Cha
- Yoon Young Bae

### Novel·listes
- Ae-ran Kim
- Bae Suah
- Choe Jeong-hui
- Gu Byeong-mo
- Ha Seong-nan
- Han Kang
- Han Su-yeong
- Han Yujoo
- Jang Eun-jin
- Jung Eun-gwol
- Jung Mikyung
- Kang Hwa-gil
- Kang Shin-jae
- Kim Eui-kyung
- Kim Heesun
- Kim Soo-hee
- Kim Soom
- Kim Yeonkyung

### Periodistes
- Ahn Na-kyung
- Bae Jae-jung
- Choe Jeong-hui
- Choi Hyun-soo
- Chung Jae-suk
- Han Min-yong
- Helen Kim
- Jeon Yeo-ok
- Kelly Choi
- Kimshin Myongsuk

### Pianistes
- Haewon Song
- Heejae Kim
- Jin Bora
- Jiyeong Mun
- Klara Min
- Lee Hee-ah
- Lee Jin-ah
- Mihae Lee
- Park Sae-byul
- Soo Jung Ann
- Soojin Ahn
- Yeol Eum Son
- Yoonjung Han
- Yuny Han
- Yeol Eum Son

### Poetes
- Choi Jeongrye
- Choi Seung-ja
- Choi Young-mi
- Ha Jaeyoun
- Heo Su-gyeong
- Huh Young-ja
- Hwang In-suk
- Jeong Kkeut-byeol
- Jin Eun-young
- Kang Eun-gyo
- Kim Haengsook
- Kim Hyesoon
- Kim Kyunghu
- Kim Nam-jo
- Kim Seon-wu
- Kim Seung-hee

### Polítiques
- Back Hye-ryun
- Bae Jae-jung
- Chang Sang
- Cho Bae-sook
- Cho Hyun-ok
- Cho Yoon-sun
- Choi Jieun
- Choo Mi-ae
- Han Jeoung-ae
- Han Myeong-sook
- Hong Jung-min
- Hong Sook-ja
- Hwang Shin-duk
- Jeon Hyun-hee
- Jeon Soon-ok
- Jeon Yeo-ok
- Jeong Mi-yeong
- Jeong Myeong-hui
- Jin Sun-mee
- Jun Hee-kyung
- Jun Hye-sook
- Jung Choun-sook